# 152 mm морско оръдие Кане
152 mm морско оръдие система Кане е 152 mm морско, скорострелно, патронно оръдие среден калибър, предназначено за използване на кораби и брегови батареи. Разработено в края на 19 век от френската фирма „Forges et Chantiers de la Méditerranée“, под ръководството на нейния основател, френския инженер и артилерийски конструктор Густав Кане (на френски: Gustave Canet) и произвеждано по лиценз от Обуховския завод (Санкт Петербург). За първи път постъпва на въоръжение във военните флотове през 1889 г. Прието е на въоръжение в руския флот на 31 август 1891 г. Първият кораб на флота, въоръжен с тези оръдия, е броненосният крайцер „Рюрик“.

## Описание
Високата скорострелност на оръдията от 12 изстрела/минута – за 120-mm и 10 изстр./мин за 152-mm, се осигурява от използването на унитарните патрони. Най-голямата далечина на стрелбата е 13,2 км. Дължината на ствола е 45 калибра.
- Ъгъл на вертикално насочване −6°...+20°. Ъгъл на хоризонтално насочване 360°. Откатната спирачка е хидравлична, вретенен тип. Накатника е пружинен. Дължината на отката е 375 – 400 mm. Височината на оста на оръдието над палубата е 1150 mm. Диаметърът на окръжността по центъра на фундаментните болтове е 1475 mm. Тегло на люлеещата се част – 8300 kg. Тегло на щита – 991 kg. Общо тегло на установката без оръдието – 6290 kg, с оръдието – 14 690 kg.

В началото на 1891 г. във Франция на руска делегация е направена демонстрация по стрелба от 120-mm/45 и 152-mm/45 оръдия система Кане. Стрелбата се провеждала с унитарни патрони, и французите се изхитряват да получат огромна скорострелност – 12 изстр./мин – от 120-mm и 10 изстр./мин от 152-mm оръдия.
Управляващият Морското министерство адмирал Н. М. Чихачов, въпреки мнението на Морския технически комитет (МТК) решава да се ограничи със закупуване от Кане на чертежите, без да поръча и образци на оръдията. На 10 август 1891 г. се сключва договор с фирмата „Forges et Chantiers de la Mediterranes“, съгласно който Кане представя чертежите на оръдието, установката, снарядите, гилзите и тръбичките (взривателите).
През 1893 – 1894 г. в сухопътната артилерия се провеждат опити с 6"/50 оръдие на Кане. Но в 1895 г. на въоръжение на бреговите крепости са приети 6"/45 оръдия Кане. Оръдията Кане са първите патронни в Русия от среден калибър.
В хода на войната 1904 – 1905 г. има няколко случая на пръсване на дулната част на 152-mm/45 оръдия, затова след войната започва производство на 152-mm/45 оръдия, скрепени до дулото. Паралелно продължава и производството на старите 152-mm/45 оръдия, които да заменят разстреляните (изчерпили ресурса си по брой изстрели). Всичко Обуховският завод в периода 1909 – 1916 г. произвежда 215 152-mm/45 оръдия, а през 1917 г. са планирани 21 оръдия. Пермският завод в периода 1914 – 1916 г. произвежда 89 152-mm/45 оръдия, от тях 9 скрепени до дулото. Последната поръчка на Морското ведомство към Пермския завод е за 23 оръдия със срок на предаване от 1 септември 1917 до 1 юли 1918 г. След февруари 1917 г. производството рязко спада.
Към 25 ноември 1916 г. в Балтийския флот има 170 152-mm оръдия. Към 1 април 1917 г. в Черноморския флот на Руската империя има 132 152-mm оръдия, от тях на съдовете 110, в действащата армия 14 и на склад 8.
Особености в устройството на оръдията Кане са: 1) затворът, изискващ две действия за отваряне: натискане на ръчка и завъртане на ръкохватката (цялото движение се прави толкова бързо, че практически се слива с второто и цялото действие изглежда само едно); затварянето е с едно действие; 2) патронното зареждане; 3) бързо и леко действие на механизмите за наводка. За първи път е отчетена необходимостта от голяма скорост на наводка при стрелбата по бързо движещи се цели. Механизмите за наводка в предшестващите системи слабо удовлетворяват изискванията даже при ниските скорости на движение, които имат тогава корабите. За това бреговите мортири преимуществено стрелят по способа стрелба 'по време', при който не е нужно непременно да се следи целта. В системата се използва спирачка на отката с подвижно дъно, оригинална конструкция.
Системата е много компактна, удобна за обслужване, приета е едновременно на въоръжение във флота и в бреговите батареи. Във флота се монтира както е. При бреговите батареи тя се поставя зад бруствери с височина 7 фута (2,13 m). За да има възможност за стрелба с право мерене по бързо движещи се цели, поради високия бруствер, се конструира особена площадка, към основата се приспособява платформа за оръдейния разчет и към нея кран за качване на боеприпасите, заради голямата височина. В резултат на всичко това се получава неудобно положение на разчета на тясна проветрива платформа, разчетът няма прикритие, скорострелността се понижава (7 – 8 изстрела в минута).
Първоначално зареждането е унитарно, но после преминава към разделно. Журналът на МТК от 4 юни 1901 г. въвежда скъсена с 19,3 mm гилза, която едва докосва дъното на канала. Дължината на новите гилзи е 1095 mm, теглото им от 14,5 до 15,46 kg. Интересно е, че на бреговите 152-mm/45 оръдия унитарното зареждане остава.

## История в корабната артилерия
Въпросът за използването в руския флот на „скорострелни оръдия, стрелящи с готови патрони“ и калибър до 152-mm, възниква вследствие на появата на такива оръдия на корабите от чуждестранните флотове и ознаменува началото на продължителен, стигащ до съветското време, период. В началото на 1891 г. в чужбина е изпратена комисия от артилерийски офицери, която изучава оръдията на трима предполагаеми доставчици – английската фирма Армстронг и френските Хочкис и „Форж и Шантие де ла Медитеране“ и предоставя доклад за разглеждане в Морския технически комитет (МТК). Изборът на МТК „...признавайки за необходимо възможно най-бързото въвеждане на големокалибрени скорострелни оръдия...“, пада на оръдията на фирмата „Форж и Шантие“ конструкция на инженер Кане (журналът на МТК по артилерия № 12 от 7 май 1891 г. не съдържа сравнителен анализ на достойнствата на различните типове оръдия и безапелационно свидетелства за оценката на оръдията Кане като „най-добрите от днес съществуващите“). МТК отхвърля мнението на комисията за нецелесъобразността да се поръчат „образцови екземпляри на оръдията или установките“ и препоръчва да се закупи едно оръдие на бордова установка, втора на въртяща се основа и 300 патронни гилзи (за по-бързото усвояване на производството на такива оръдия от Обуховския завод и „напасването“ на оръдията към отечествения барут). Но управляващият Морското министерство адмирал Н. М. Чихачов, въпреки мнението на МТК решава да мине без опитните образци и подробните им полигонни изпитания. През август 1891 г. „от високо“ е разрешено да се закупи документацията им за 200 000 франка. Тази сума е изплатена на Кане след година, след като се получават всички 150 чертежа, на претенциите на Кане да получи свръх договорената сума на чертежите и особена премия за всяко произведено оръдие, руснаците успешно „устояват“. През 1892 г. Обуховският завод започва усвояване на производството на оръдията на Кане калибър 152, 120, 75 и 47 mm и се сблъсква с множество проблеми. В частност предстояло: да се реши най-накрая – унитарен патрон или разделно зареждане; да се проектират корабната система за съхранение и подаване на боеприпаси; да се разработи и избере типа барут; да се уточнят подизпълнителите, които са способни да решат указаните проблеми по най-добър начин.

## История в артилерията на бреговата отбрана
Бреговите 152-mm оръдия Кане са предназначени главно за подкрепа на останалата артилерия, имайки за задача обстрел на най-далечните и при това най-важни в бойно отношение цели и борба с далекобойната и тежка артилерия на противника (най-голямата далечина на стрелбата при оръдията Кане е 13,2 km). За разрушаването на окопи тези оръдия на Кане не са много пригодни поради нищожното фугасно действие на бомбите (гранатите) – едва 2,86 kg тротил.

## История в сухопътната артилерия
Първият опит за използване на оръдията Кане на сушата е получен при отбраната на Порт Артур, когато свалените от корабите оръдия са поставени на отбранителни позиции на сушата. Тогава се потвърждава високата ефективност и полезност на оръдията от този тип за сухопътните войски, но този опит не е отчетен впоследствие – във войната армията и крепостите влизат с оръдия обр. 1877 г. Да се отстранят недостатъците на системите на въоръжение по време на войната не става възможно напълно, а затова и спешното приспособяване на морските и бреговите оръдия Кане към условията на сухопътния фронт си остава все същата палиативна мярка.
По време на Първата световна война оръдията Кане отново се използват в армията. При крайно остарелите оръдия на крепостите и обсадната артилерия и отсъствието на нови оръдия 6" калибър, руската армия се оказва в крайно неизгодно положение. Старите оръдия обр. 1877 г. от 120 и 190 пуда имат недостатъчна далекобойност, значително износване, което ги прави практически безполезни в борбата с далекобойната обсадна артилерия на противника. Така например крепостта Осовец е обстрелвана с 420- и 305-mm немски мортири, чийто позиции се намират отвъд пределите на досегаемост на остарелите крепостни оръдия (едва своевременното появяване на две оръдия Кане позволява да се пресече обстрелът на крепостта).
При тези условия възниква остра необходимост от най-бързо получаване на съвременни 6" оръдия с далекобойност на стрелбата 13 – 15 km. Освен в крепостите, оръдията на Кане намират употреба и при атаката над крепости, и особено при отбраната на дълговременни позиции и защитата на крайбрежието. Далекобойността и мощността на огъня на тези оръдия позволява да се решават също и задачи по поразяване на важни обекти, разположени в тила на войските на противника.